# Lluís Soler i Terol
Lluís Soler i Terol   (València, 1888 - Manresa, 23 de setembre de 1958) va ser un advocat, doctor en Medicina, en Dret i en Filosofia i Lletres, i investigador i dramaturg valencià.

## Biografia
Fill del senador reial i diputat a Corts Leonci Soler i March i d'Empar Terol i Cucurella, casat el 1914 amb la noble Mercè de Puig i de Pallejà, va publicar diverses obres d'investigació, com Perot Rocaguinarda (1909) i Igualada i les batalles del Bruc (1930). També és l'autor de diverses obres dramàtiques, entre les quals la tragèdia en vers Màners (1919). Entre els anys 1928 i 1934 va publicar diversos articles a "Ideari d'Art i Cultura Civtat", "El Pla de Bages", "El Dia d'Igualada" i "La Gaseta Comarcal" i "El Dia, Diari Republicà d'Esquerra" de Manresa.